# Colorant métallifère 1.2
Les colorants métallifères 1.2 sont des colorants solubles utilisés en teinturerie pour les fibres animales et les fibres polyamides.

## Caractéristiques
Ce sont des colorants complexe 1.2 de chrome, parce qu'ils contiennent 1 atome de métallique pour 2 molécules de colorant.
Ils s'utilisent à peu près comme les colorants acides faibles.
Ils teignent la laine facilement, couvrent uniformément les mélanges de laine différentes. 

## Mise en garde
*La teinturerie peut être considéré comme une industrie artisanale. Le côté industriel se retrouve dans les structures et infrastructures que doit posséder une teinturerie. Le côté artisanal tient au fait qu'en partant d'un procédé de base, l'interprétation qu'en fait le teinturier diffère en fonction des machines dont il dispose, de la présentation de la marchandise à teindre (bourre, fils, tricot, tissus, tapis, dentelles, passementerie, lacets, cordes pour saucissons etc.), de l'usage auquel l'article est destiné, du prix que le donneur d'ordre est prêt à payer etc.
On peut pratiquement dire qu'il y a autant de procédés de teinture qu'il y a de teinturiers, c'est pourquoi ce qui suit ne donne qu'un aperçu du comment cela peut se faire.
Il serait en effet trop long et de toute manière incomplet de donner le détail des opérations qu'une marchandise textile subit avant d'arriver entre les mains de l'usager final.
Il faut également tenir compte que beaucoup d'articles à teindre sont composés de mélanges de fibres et que par conséquent il faut faire des compromis pour ménager le textile.

## Mode d'emploi
Les colorants métallifères 1.2 sont solubles dans l'eau bouillante.
Les auxiliaires de teinture sont :
- de l'acétate d'ammonium ph 6-7 ;
- un agent d'unisson ;
- du sulfate de sodium ;
- la matière est traitée pendant 15 minutes à froid ;
- ajout des colorants ;
- le bain est porté progressivement à 50 °C - 60 °C pendant 15 à 20 minutes ;
- le bain est porté progressivement à ébullition, reste en cet état pendant 45 à 60 minutes (toujours pour favoriser la pénétration), puis est refroidi à 80 °C pour l'échantillonnage (vérification de la nuance obtenue) ; la correction éventuelle se fait par addition des colorants manquants.

Un rinçage suivi d'un traitement à 40 °C - 50 °C avec de l'acide formique, ce qui améliore la solidité au potting (autre nom du décatissage).

## Avantages et défauts
Les colorants métallifères 1.2 donnent de bonnes solidités.